# Morcego-anão
O morcego-anão (Pipistrellus pipistrellus) é uma espécie de morcego da família Vespertilionidae. Pode ser encontrada na Europa, Norte da África, e em várias localidades da Ásia (sudoeste, centro e leste).